# Calocheiridius nepalensis
Calocheiridius nepalensis är en spindeldjursart som beskrevs av Beier 1974. Calocheiridius nepalensis ingår i släktet Calocheiridius och familjen Olpiidae. Inga underarter finns listade.